# La Ferté-Saint-Aubin
La Ferté-Saint-Aubin är en kommun i departementet Loiret i regionen Centre-Val de Loire strax norr Frankrikes mitt. Kommunen ligger i kantonen La Ferté-Saint-Aubin som tillhör arrondissementet Orléans. År 2022 hade La Ferté-Saint-Aubin 7 317 invånare.

## Befolkningsutveckling
Antalet invånare i kommunen La Ferté-Saint-Aubin
| Referens: INSEE |